# Арро, Эдгар Александрович
Э́дгар Алекса́ндрович А́рро  (11 (24) марта 1911, Ревель, Эстляндская губерния, Российская империя — 24 ноября 1978, Таллин, ЭССР) — советский эстонский композитор. Народный артист Эстонской ССР (1967). Лауреат Государственных премий Эстонской ССР (1948, 1949). Автор оперетт, кантат, оркестровых и камерных произведений, сочинений для органа, фортепиано, хора, вокала, а также романсов и эстрадных песен. Автор первой советской эстонской оперетты «Юри Румм» (эст. «Rummu Jüri»).

## Биография
Родился 11 (24) марта 1911 года в Ревеле. В 1935 году окончил Таллинскую консерваторию по классу органа А. Топмана, в 1939 году — по классической композиции А. Каппа. В 1936— 1940 годах работал органистом в Эстонском радиовещании. 
В годы Великой Отечественной войны был участником Государственных художественных ансамблей Эстонской ССР.
С 1944 года — преподаватель теоретических предметов Таллинской консерватории (с 1972 года — профессор). В 1948—1953 руководил семинаром начинающих композиторов при Союзе композиторов ЭССР.
Лауреат государственных премий в 1948 и 1949 году. В 1967 году получил звание народного артиста ЭССР.
Известен как создатель народных и хоровых песен («Kodulinn Tallinn» («Родной город Таллин»), «Rahulaul» («Песня мира»), «Õnn» («Счастье»), «Heinal» («На сене»), «Kiigelaul» («Песня на качелях»), «Matkamälestused» («Походные воспоминания»), «Pärnu lahel» («В Пярнуском заливе») и др.). Написал большое количество произведений: оперетты, кантаты, музыку для хоров и струнных инструментов. Писал музыку для театра и кино.
Умер 24 ноября 1978 года. Похоронен на таллинском кладбище Метсакальмисту.

## Творчество
Оперетты
- Юри Румм / Rummu Jüri (совместно с Л. Норметом, Тарту, 1954)
- Огни родной гавани / Tuled kodusadamas (совместно с Л. Норметом, Тарту, 1958)
- Девушка у руля / Kolme isa tütar (совместно с Л. Норметом, музыка к комедии X. Лумета, Таллин, 1957)

Кантаты
- Канун победы / Võiduni (для смешанного хора, солиста и оркестра, слова М. Барбаруса, 1943)
- Борющаяся Родина / Võitlev kodumaa (для солиста, смешанного хора и фортепьяно, слова П. М. Руммо, 1944)

Для оркестра
- Симфоническая увертюра (1939)
- Марш 917-го полка (1943)
- Эстонский вальс (1944)

Для струнного квартета
- Контрасты (1966)

Для скрипки и фортепиано
- Легенда (1936)
- Каприс (1943)
- Маленький вальс (1943)
- Песня без слов (1946)
- В народном духе (1967)

Для скрипки и органа
- Три медитации (1966)

Для виолончели и фортепиано
- Мелодия (1943)
- Ларго (1948)

Для органа
- Соната (1938)
- 7 прелюдий (1935—1938)
- Маэстозо (1943)
- Размышление (1963)
- 5 контрастов (1963)
- Токката (1964)
- Бассо остинато (1964)
- 4 миниатюры (1967)
- Эстонские народные мелодии (тетр. 1—3, 1968, 1969, 1970)

Для квинтета духовых инструментов
- 4 пьесы (1968)

Для фортепиано
- Простые вариации на эстонскую тему (1955)

Цикл пьес для молодёжи; хоры а капелла (более 100)
- Пюхаярвеские картинки (слова А, Суумана, 1965)
- 7 песен-вокализов (для женского хора, 1967)

Для смешанного хора и оркестра
- На лоне лесов / Metsade rüpes (автор текста Хуко Лумет, 1963)

Для смешанного мужского и детского хора с фортепиано
- Песня мира (слова Е. Долматовского, 1950)
- Дружба народов (слова К. Кангур, 1952)
- Вьетнамцу (баллада, слова Л. Тийтсар, 1965)

Для мужского хора с органом
- Воображение (слова Р. Риммеля, 1969)

Для голоса и фортепиано (романсы)
- Песня матери (слова М. Рауда, 1943)
- Иду на заре (слова Э. Эйнасто, 1955)

Для голоса и фортепиано песни (свыше 50, сольные, массовые и эстрадные)
- Цикл Песни о труде (слова Р. Парве, К. Мерилаас и Л. Промет, 1948)
- Цикл Песни о партизанах (слова М. Рауда и М. Семпера, 1943)
- Родной город Таллин (слова О. Роотса, 1944)
- На качелях (слова Л. Промет, 1949)
- На заливе Пярну (слова Н. Колле, 1951)

Музыка к музыкальным кинофильмам
- «Мелодии Балтийского моря» / «Läänemere meloodiad», режиссёр Виктор Невежин (1960)
- «Случайная встреча» / «Juhuslik kohtumine», режиссёр Виктор Невежин (1961)

## Награды и премии
- Орден Трудового Красного Знамени (1956)[8]
- Две государственные премии Эстонской ССР (1948, 1949)[3]
- Народный артист Эстонской ССР (1967)[3]